# Rolìca
Rolìca è un album dei TaranProject (con la partecipazione di Marcello Cirillo) del 2012.

## Tracce
1. Lu stessu celu
2. Tarantella d'amuri
3. Citula d'argentu
4. Jocu di l'amuri
5. Cioparella
6. Stilla chjara
7. Carvunaru
8. Lu rusciu de lu mare
9. Stafanazzu